# Make America Great Again

Versión del lema de la campaña de Donald Trump.

Make America Great Again (traducible como «Haz a los Estados Unidos grande otra vez» o «Que Estados Unidos vuelva a ser grande»), abreviado como MAGA, es un eslogan utilizado en la política estadounidense popularizado por Donald Trump en su campaña presidencial de 2016. Ronald Reagan utilizó el eslogan similar Let's Make America Great Again" en la campaña presidencial de 1980. Bill Clinton también usó la frase en varios discursos durante su campaña de 1992 y la volvió a utilizar en un anuncio de radio emitido para la infructuosa campaña de primarias presidenciales de su esposa Hillary Clinton en 2008. El analista político Douglas Schoen ha calificado el uso de la frase por parte de Trump como «probablemente el eslogan de campaña más resonante de la historia reciente», citando a las mayorías de estadounidenses que creían que el país estaba en declive.

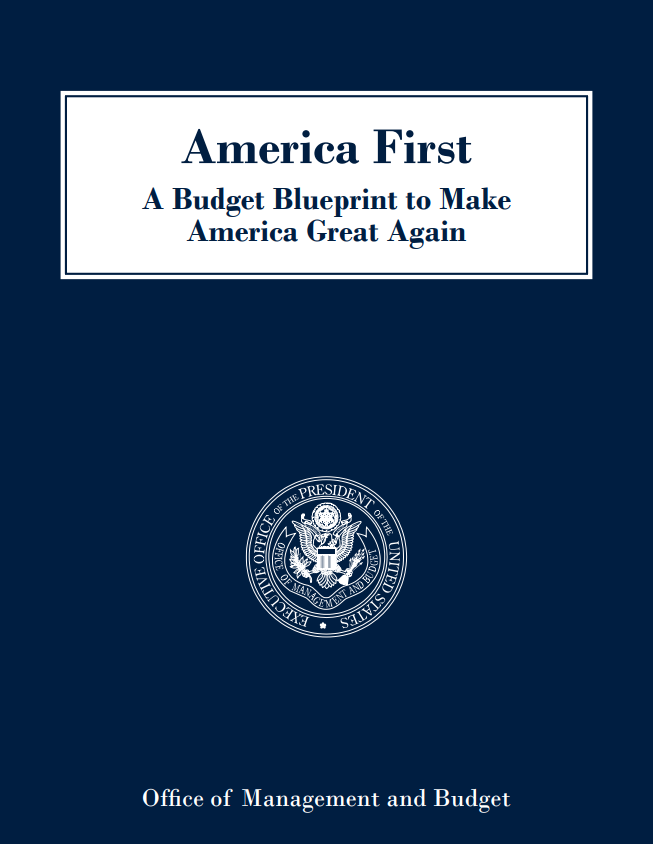
Presupuesto federal en 2018.

El eslogan se convirtió en un fenómeno de la cultura pop, viendo un uso generalizado y generando numerosas variantes en las artes, el entretenimiento y la política, siendo utilizado por aquellos que apoyan y se oponen a la presidencia de Donald Trump.
Desde su popularización en la década de 2010, el eslogan se considera una frase cargada. Varios periodistas analíticos, académicos y comentaristas la relacionan con el racismo en Estados Unidos, considerándola una política de silbato de perro y un uso del lenguaje codificado.  El eslogan también estuvo en el centro de dos sucesos de los que la mayoría de los medios de comunicación informaron de forma inexacta, el falso delito de odio de Jussie Smollett y el enfrentamiento en el Lincoln Memorial en enero de 2019.

## Historia

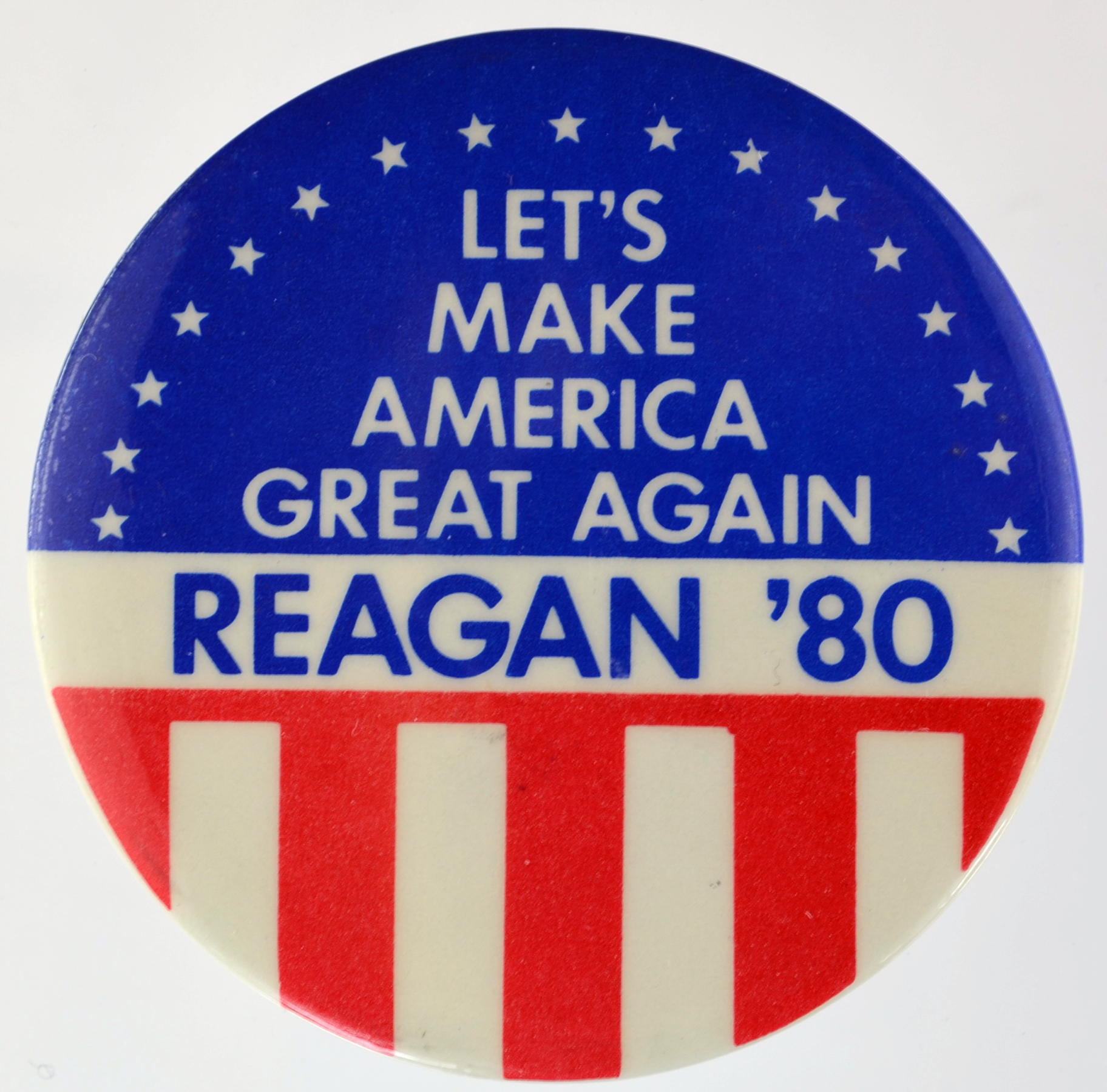
Pin de la campaña presidencial de Reagan de 1980.

El término fue creado en 1979, durante un tiempo en el que los Estados Unidos sufrían un empeoramiento de la economía interna, marcado por la alta tasa de desempleo y la inflación. La frase «Let's Make America Great Again» apareció en los pines y carteles durante la campaña de Ronald Reagan de 1980. Antes de la campaña presidencial de Donald Trump de 2016, la frase era utilizada como referencia para la Presidencia de Reagan.
Donald Trump inscribió el lema como marca para su campaña de 2016 y popularizó el eslogan usando gorras que llevan la frase desde el principio de su campaña.

## En la cultura popular
El senador Armstrong, el jefe final del videojuego Metal Gear Rising: Revengeance, recita esta frase al protagonista Raiden. El lema fue parodiado por la serie de comedia animada South Park, en el episodio «Where My Country Gone?», donde los partidarios del Señor Garrison, quien tiene una campaña similar a la de Trump, son vistos con carteles con el lema. La estrella de WWE Darren Young y la exestrella Bob Backlund comenzaron a aparecer en WWE Raw en mayo de 2016 con Backlund actuando como el entrenador de Young, con la promesa de «make Darren Young great again» («hacer a Darren Young grande de nuevo»). El álbum de remezclas de Fall Out Boy Make America Psycho Again, en la gira del comediante David Cross Making America Great Again, y la gira Make America Rock Again, también hacen referencia a la consigna.
Ted Cruz vendió sombreros con «Make Trump Debate Again» («Haz a Trump debatir de nuevo») en respuesta al boicot de Trump al debate en Iowa del 28 de enero de 2016.
El comediante John Oliver hizo una parodia del lema en un segmento de su programa, instando a los espectadores a «Make Donald Drumpf Again» («Haz a Donald Drumpf de nuevo»), en referencia al nombre original de los antepasados de Trump. El segmento rompió los récords de audiencia de HBO, obteniendo 85 millones de televidentes.

## Campaña presidencial 2024

Logo de la campaña Trump-Vance 2024

En la campaña presidencial 2024 de los Estados Unidos, el Partido Republicano optó por continuar con el mismo eslogan: MAGA (Make America Great Again). Esta vez, con la candidatura a la reelección de Donald Trump y la elección de J. D. Vance, senador de Ohio, como su compañero de fórmula a la vicepresidencia.